# Llanos del Kafue
Los Llanos del Kafue (localmente llamados Butwa) son una vasta área de pantanos, lagunas abiertas y terrenos inundables en el cauce medio del río Kafue en las provincias del Sur, Central y de Lusaka en Zambia. Esta inmensa llanura de inundación cuyas aguas apenas alcanzan un metro de profundidad en época de lluvias tiene 240 km de longitud y 50 km de anchura. Las zonas más profundas forman lagunas permanentes y áreas pantanosas. Las menos profundas se secan formando un horizonte de arcillas oscuras.

## Geografía
Los Llanos del Kafue se extienden de este a oeste a lo largo de 240 km entre el estrecho de Itezhi-Tezhi, donde se ha construido el embalse de Itezhi-Tezhi, y el pueblo de Kafue, donde se halla la presa de Kafue Gorge. En el punto más ancho, los llanos tienen 50 km y su área total es de unos 6.500 km². La llanura oscila entre los 1030 m de altitud en Itezhi-Tezhi y los 990 m en el pueblo de Kafue, con un desnivel de solo 40 m.
En el sudeste, los llanos están limitados por el pueblo de Nakambala y las plantaciones de la Hacienda Azucarera de Nakambala. En el límite sudoeste se encuentra el pequeño pueblo de Namwala.

## Población
Se cree que los  batwa (o twa) se encuentran entre los primeros habitantes de los llanos de Kafue, aunque ahora son minoritarios, asentados en las tierras altas en torno al cauce del río Kafue, donde viven ante todo de la pesca. Los batwa se consideran supervivientes de los bosquimanos nómadas que habitaron Zambia antes que los pueblos bantúes empezaran a llegar desde la cuenca del Congo, al norte.

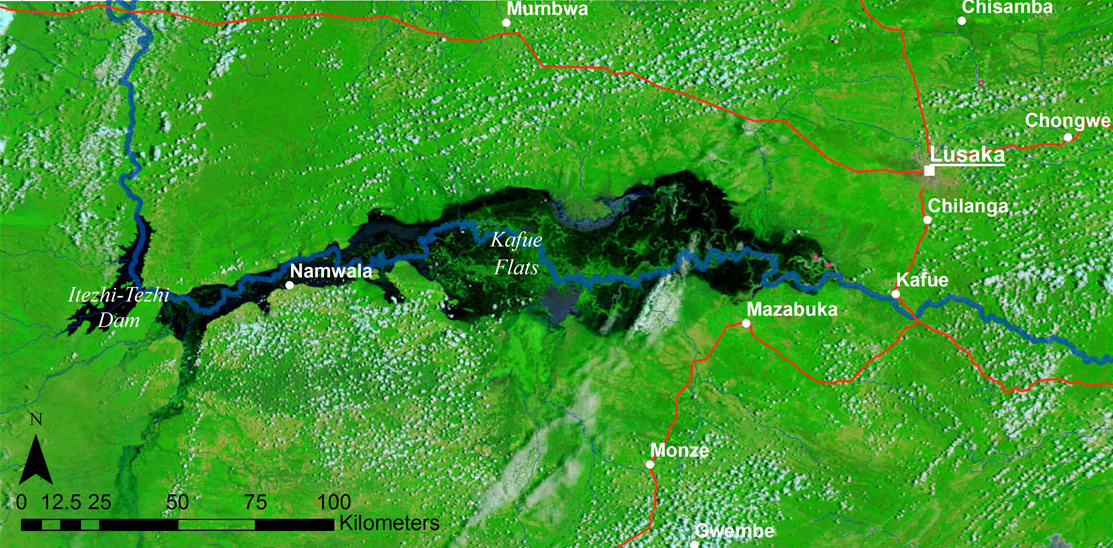
Llanos del Kafue inundados y embalse de Itezhi-Tezhi a la izquierda, en una imagen en falso color de la NASA Terra (EOS AM-1) del 14 de febrero de 2008.

La zona está actualmente dominada por al menos 21 grupos de granjeros y ganaderos de lenguas ila y  tonga, que llegaron a la zona hace entre 200 y 300 años. Dependen de los cultivos, la ganadería, la pesca y los animales salvajes, y a menudo se desplazan entre asentamientos fijos en las zonas arboladas y campamentos en las zonas inundables cuando descienden las aguas. A ellos se añaden las comunidades de pescadores de otras partes del país que acuden estacionalmente. Estos inmigrantes son mayoritariamente  bembas de norte del país, del cinturón del cobre de la provincia de Copperbelt, y lozis de la provincia Occidental.
La población de ha incrementado notablemente desde los años 1970 hasta los años 2004 con la instalación de al menos 11 campamentos de pesca permanentes, cada uno de los cuales ocupa al menos a 500 pescadores. A esto se añade un gran número de campamentos temporales en época seca.
En algunos casos, los batwa son marginados por otros grupos étnicos, particularmente los pescadores bemba y lozi, que los consideran inferiores. Por contraste, los ila son tenidos en alta consideración por los otros grupos, debido a haber sido siempre uno de los grupos ganaderos más ricos de la región, aunque la pesca y la caza juega un papel igualmente significativo en la región.

## Hidrología y embalses
La hidrología del río Kafue y de los Llanos del Kafue ha sido significativamente alterada por la construcción en los años 1970 de dos presas, la de Kafue Gorge, aguas abajo, para la producción eléctrica, y la de Itezhi-Tezhi, aguas arriba, para retener un gran contingente de agua con el que alimentar la central hidroeléctrica de la presa de Kafue Gorge.
La central de la presa de Kafue Gorge produce 600 MW con el agua de su propio embalse, unos 785 millones de m³ en la zona baja de los llanos. Para aumentar la producción a 900 MW, se necesitó la construcción de la presa de Itezhi-Tezhi, 260 km aguas arriba, con un embalse de 5.700 millones de m³ y 370 km² de superficie en la cuenca del río Kafue y su tributario, el río Musa.
Antes de la construcción del embalse de Itezhi-Tezhi, las inundaciones de los llanos de Kafue se producían con la llegada de las lluvias en noviembre-diciembre y alcanzaban el pico entre abril y mayo. Las aguas descendían poco a poco hasta octubre-noviembre del año siguiente.
Las subidas y bajadas que se producían lentamente han sido sustituidas por súbitas crecidas producidas por la liberación de grandes volúmenes de agua del embalse de Itezhi-Tezhi. Además, se mantiene una descarga sustancial a lo largo de la época seca, haciendo que una parte de los llanos permanezca inundado todo el año, como Chunga Lagoon, en el Parque nacional de Lochinvar; además, la presa Kafue Gorge ha creado un gran embalse que hace que amplias zonas del extremo oriental de los llanos permanezcan siempre inundadas.

## Áreas protegidas
Los Llanos del Kafue incluyen dos parques nacionales, el Parque nacional de Lochinvar, de 428 km², y el Parque nacional de Blue Lagoon, de 500 km². Ambos parques fueron establecidos en los años 1970 en tierra utilizadas para la ganadería. Lonchivar es famoso por el gran número de cobos leche de la subespecie Kobus leche kafuensis y posee una de las mayores poblaciones de la vulnerable grulla carunculada (Bugeranus carunculatus). Está situado al sur del río y es accesible desde la carretera Lusaka-Livingstone en  Monze.
Blue Lagoon, al norte del río, es accesible desde la carretera Lusaka-Mongu, al oeste de Lusaka. Es el hogar de una abundante variedad de aves acuáticas, así como de cobos leche, sitatungas, cebras y búfalos cafre (Syncerus caffer).
Los 6.000 km² que están fuera de los parques nacionales están protegidos por el Kafue Flats Game Management Area (GMA) (IUCN Categoría VI de área protegida). Además, forman parte del Convenio de Ramsar de humedales de importancia internacional de 1991.

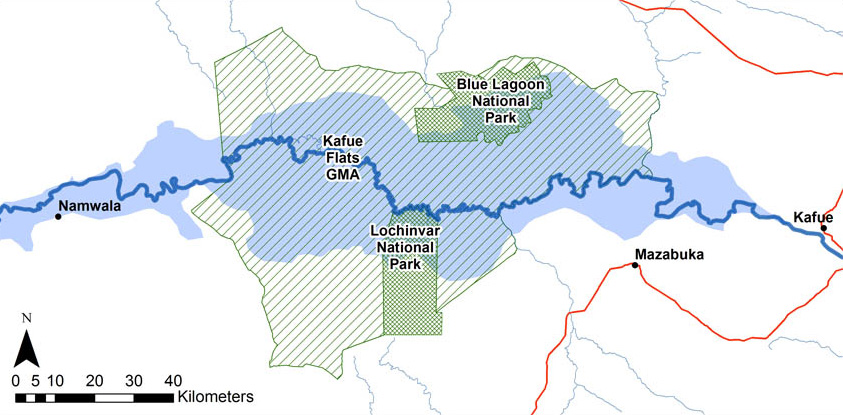
Los Llanos de Kafue, el Parque nacional de Lochinvar, el Parque nacional de Bluee Lagoon y el Kafue Flats Game Management Area (GMA)

## Agricultura
Las tierras que rodean los Llanos del Kafue son una importante zona agrícola en Zambia. Al mismo tiempo que mantienen a un gran número de pequeños granjeros, los llanos son una fuente de agua de riego para plantaciones comerciales que se desarrollan en el extremo oriental de la llanura.
El cultivo más extenso de esta región es la caña de azúcar, en el Nakambala Sugar State, que pertenece a la compañía Zambia Sugar Plc, en el extremo sur de los llanos de Mazabuka. Cultiva una 20.000 ha y produce unas 400.000 t de azúcar refinado y 3,15 millones de t de azúcar de caña. La propia Zambia Sugar es una subsidiaria de la compañía sudafricana Illovo Sugar, el mayor productor de África, con subsidiarias en Sudáfrica, Malawi, Tanzania, Mozambique, Suazilandia y Zambia.
Al otro lado, en el norte de los Llanos del Kafue, una empresa de Zambia, Consolidated Farming Ltd, cultiva unas 9.000 ha de azúcar. Al este de estas plantaciones se cultivan cereales en un proyecto de regadío denominado Chiansi Irrigation.

## Ecología
Los Llanos del Kafue consisten en un complejo patrón de terrenos inundables, lagunas, brazos muertos, meandros abandonados, pantanos y diques rodeados por herbazales y tierras boscosas.
Los llanos comprenden dos ecorregiones, el área central está clasificada como pradera inundada del Zambeze, y las áreas que la rodean como sabana arbolada de mopane del Zambeze.
Los suelos de los llanos son de textura dura y tienden a romperse en grandes terrones cuando se secan y a volverse muy pegajosos cuando están húmedos. Estos suelos principalmente negros o de un gris oscuro producen unas depresiones conocidas como gilgai, que consisten en una serie de pequeñas elevaciones de 20 a 60 cm que forman depresiones circulares de 2 a 7 m de diámetro, propias de los suelos arcillosos y los climas con estaciones muy diferenciadas. Por lo demás, el gilgai es un paisaje formado por microrrelieves que forma elevaciones y depresiones que hacen que el suelo sea muy irregular.

### Vegetación
La principal vegetación de los llanos es el bosque de miombo, mopane, acacia y Combretum, la pradera de termitas, la pradera inundable, los pantanos permanentes y los diques y lagunas.

### Vida salvaje

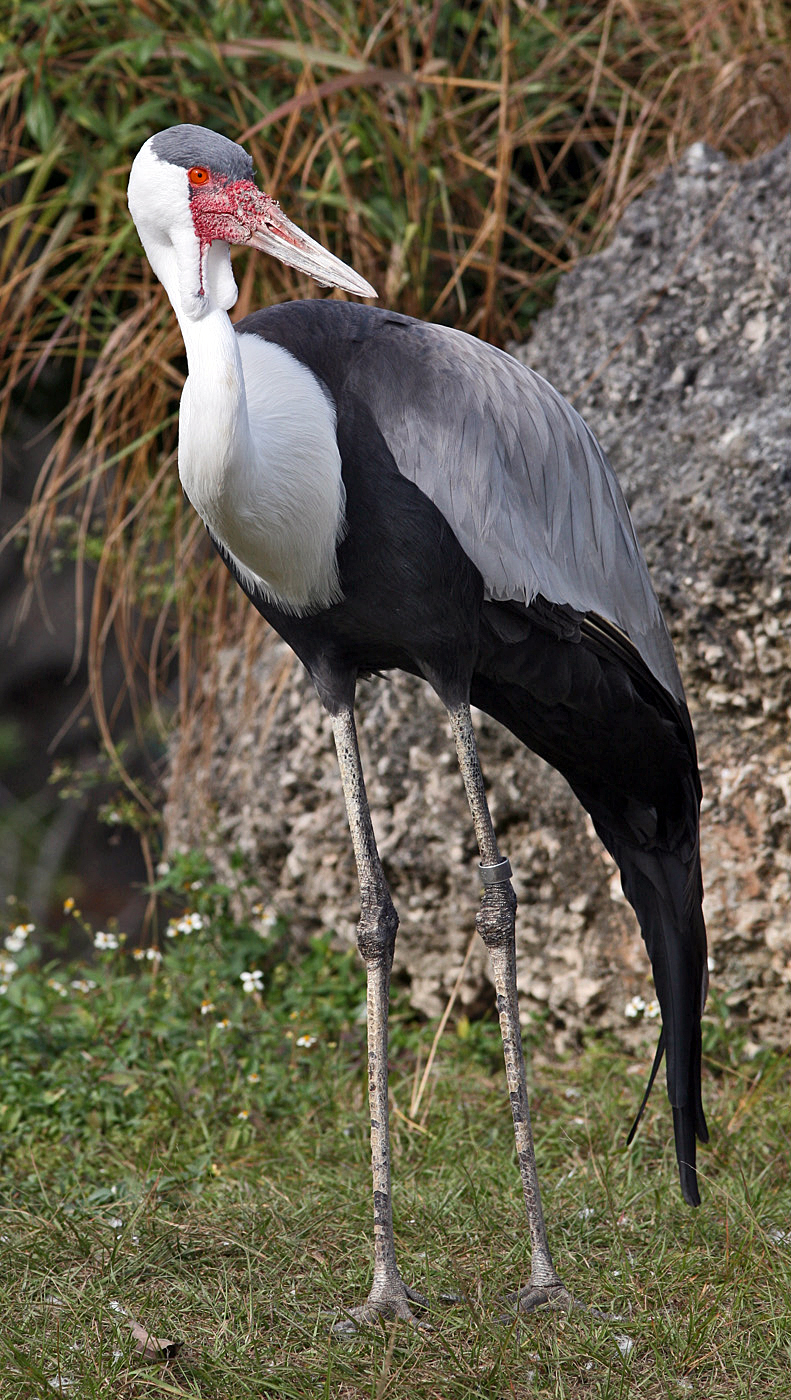
Grulla carunculada (Bugeranus carunculatus)

El cobo o antílope leche (Kobus leche kafuensis), especializado en vivir en las condiciones pantanosas de los llanos, es endémico en esta zona. Se estima que había unos 250.000 cobos viviendo en los llanos de Kafue en 1931, siendo uno de los animales con mayor aprovechamiento del ecosistema, con 11.000 kg por km².
En 2005 el número de cobos leche había descendido a unos 38.000, un número que se había estabilizado en el nuevo censo de 2009. La disminución de antílopes se debe a la construcción del embalse de Itezhi-Tezhi y la reducción de las inundaciones en volumen y tiempo, así como la caza furtiva y las presiones de los ganaderos.
Junto con los cobos leche, las cebras son los animales dominantes entre los grandes mamíferos. Ñus (Connochaetes), búfalos, antílopes ruanos (Hippotragus equinus), kudus (Tragelaphus) e hipopótamos están presentes sobre todo en los parques nacionales de Lochinvar y Blue Lagoon.
En cuanto a las aves, hay más de 450 especies amenazadas y el área ha sido considerada una importante Bird and Biodiversity Area (IBA) por BirdLife International. Los llanos son el hogar de grandes concentraciones de aves acuáticas residentes y migratorias que incluyen importantes zonas de cría en la profundidad de los pantanos. También abundan las rapaces, como los buitres.
Los llanos son un importante hábitat para la grulla carunculada (Bugeranus carunculatus), en la lista roja de las especies vulnerables. En los años 1970 había entre 2.000 y 3.000 ejemplares y en 2002 quedaban menos de 1.000. Otras importantes especies que se encuentran aquí son la grulla coronada cuelligrís (Balearica regulorum), la garceta de garganta roja (Egretta vinaceigula), el buitre orejudo o buitre torgo (Torgos tracheliotus), el cernícalo primilla (Falco naumanni) y el rey de codornices (Crex crex).
La irregularidad de las crecidas debido al embalse de Itezhi-Tezhi es una amenaza para las aves acuáticas, así como la extensión de las malas hierbas y el incremento de la población humana.